# Норт-Браунінг (Монтана)
Норт-Браунінг (англ. North Browning) — переписна місцевість (CDP) в США, в окрузі Глейшер штату Монтана. Населення — 2653 особи (2020).

## Географія
Норт-Браунінг розташований за координатами 48°34′10″ пн. ш. 113°1′4″ зх. д. / 48.56944° пн. ш. 113.01778° зх. д. (48.569454, -113.017809). За даними Бюро перепису населення США в 2010 році переписна місцевість мала площу 9,91 км², з яких 9,89 км² — суходіл та 0,02 км² — водойми.

## Демографія
Згідно з переписом 2010 року, у переписній місцевості мешкало 2408 осіб у 667 домогосподарствах у складі 511 родини. Густота населення становила 243 особи/км². Було 730 помешкань (74/км²).
Расовий склад населення:
| - 95,7 % — корінних американців - 2,9 % — білих - 0,1 % — чорних або афроамериканців |

До двох чи більше рас належало 1,2 %. Частка іспаномовних становила 1,5 % від усіх жителів.
За віковим діапазоном населення розподілялося таким чином: 36,3 % — особи молодші 18 років, 56,3 % — особи у віці 18—64 років, 7,4 % — особи у віці 65 років та старші. Медіана віку мешканця становила 26,0 року. На 100 осіб жіночої статі у переписній місцевості припадало 89,0 чоловіків; на 100 жінок у віці від 18 років та старших — 83,2 чоловіків також старших 18 років.
Середній дохід на одне домашнє господарство становив 29 045 доларів США (медіана — 17 644), а середній дохід на одну сім'ю — 35 179 доларів (медіана — 22 450). Медіана доходів становила 28 188 доларів для чоловіків та 27 212 долари для жінок. За межею бідності перебувало 51,2 % осіб, у тому числі 62,1 % дітей у віці до 18 років та 18,8 % осіб у віці 65 років та старших.
Цивільне працевлаштоване населення становило 523 особи. Основні галузі зайнятості: освіта, охорона здоров'я та соціальна допомога — 51,4 %, будівництво — 12,2 %, мистецтво, розваги та відпочинок — 12,0 %.